# فيكتور سيرفيرا باتشيكو
فيكتور سيرفيرا باتشيكو هو وزير وسياسي مكسيكي، ولد في 23 أبريل 1936 في ولاية يوكاتان في المكسيك، وتوفي في 18 أغسطس 2004 في ماردة في المكسيك بسبب توقف القلب. نشط حزبياً في الحزب الثوري المؤسساتي. وقد انتخب عضو مجلس النواب المكسيك ‏ وانتخب عضو مجلس الشيوخ المكسيكي ‏ وانتخب Governor of Yucatán ‏.